# آیران‌جی (سولواووا)
آیران‌جی (به ترکی استانبولی: Ayrancı) یک منطقهٔ مسکونی در ترکیه است که در سولواووا واقع شده‌است.